# الحلف الغربي
قرية الحلف الغربي هي إحدى القرى التابعة لمركز أطفيح في محافظة الجيزة في جمهورية مصر العربية. حسب إحصاءات سنة 2006، بلغ إجمالي السكان في الحلف الغربي 2946 نسمة، منهم 1560 رجل و1386 امرأة.